# 日産・ダットサントラック
ダットサン トラック（DATSUN TRUCK）は、かつて日産自動車が生産、販売していた小型商用車。2002年以降日本での販売はされていないが、中国をはじめ、アジア、中東、アフリカ、南米、大洋州諸国で販売が続けられているピックアップトラックである。10代目より「ダットサン」の名が外され、「ニッサン」ブランドに統一された。

## 解説
ダットサントラックの「ダットサン」とは、かつて日産自動車に存在した小型車専用「ブランド」で、ダットサントラックのみにその名を残していた。一連の日本車の商標（車名）としては2019年にトヨタ・ランドクルーザーに更新されるまでは最も長い歴史を誇っていた（日本国内向けにおいては10代67年）。通称は「ダットラ」。なお、3135型車は現在施行されている型式指定番号の1番を取得した自動車である。
D21型以降、北米向けを「フロンティア」、欧州向けを「ピックアップ」、大洋州およびイギリス向けを「ナバラ」、南アフリカ向けを「ハードボディ」と、地域ごとに車名を使い分けている。

## 初代 10T型（1935年-1943年）
ダットサンには商用車のラインアップとして、パネルバンが1934年から量産されていた。その1年後となる1935年秋に、14型トラックが発売された。このトラックはパネルバン同様に乗用車をベースとしており、ホイールベースは同じ長さだったものの、荷台の最大積載重量や長期にわたる過酷な使用に対して耐久性を確保していた。
ピストンはアルミ製、コンロッドはジュラルミン製、クランクシャフトにはボールベアリングを使用するなど、14型の乗用車と同様、先進的なエンジン設計が特長である。2023年現在、日産ヘリテージコレクションに保存されている最古の商用車であり、2016年から2年をかけてフルレストアされたものである。
1935年7月、10T型発売。
1936年5月、15T型発売。エンジンカバーはベースとなったダットサン・15型と異なり、車の水平方向の通気口の代わりにほぼ垂直方向の通気口が付いていた。
1938年4月、17T型発売。直列4気筒 722cc サイドバルブエンジンを搭載した。17T型は特に日中戦争と第二次世界大戦において日本軍によって使用された。デザインは15T型とほぼ同一であったが、フロントグリルの中央にある幅広の縦バーの形状が変更され、メッキからボディー同色のものになった。17T型は機械的な面では乗用モデルの17型と同一で、直列4気筒エンジンを搭載し、3速ギアボックスを介して後輪を駆動する。最高速度は80 km/hに達する。17T型は、1944年1月まで横浜で生産された後、第二次世界大戦後の1949年にダットサン・3135型（後述）と異なるグリルで生産が再開され、1950年にはダットサン・4146型（後述）とほぼ同じグリルで生産された。
1943年12月、生産終了。

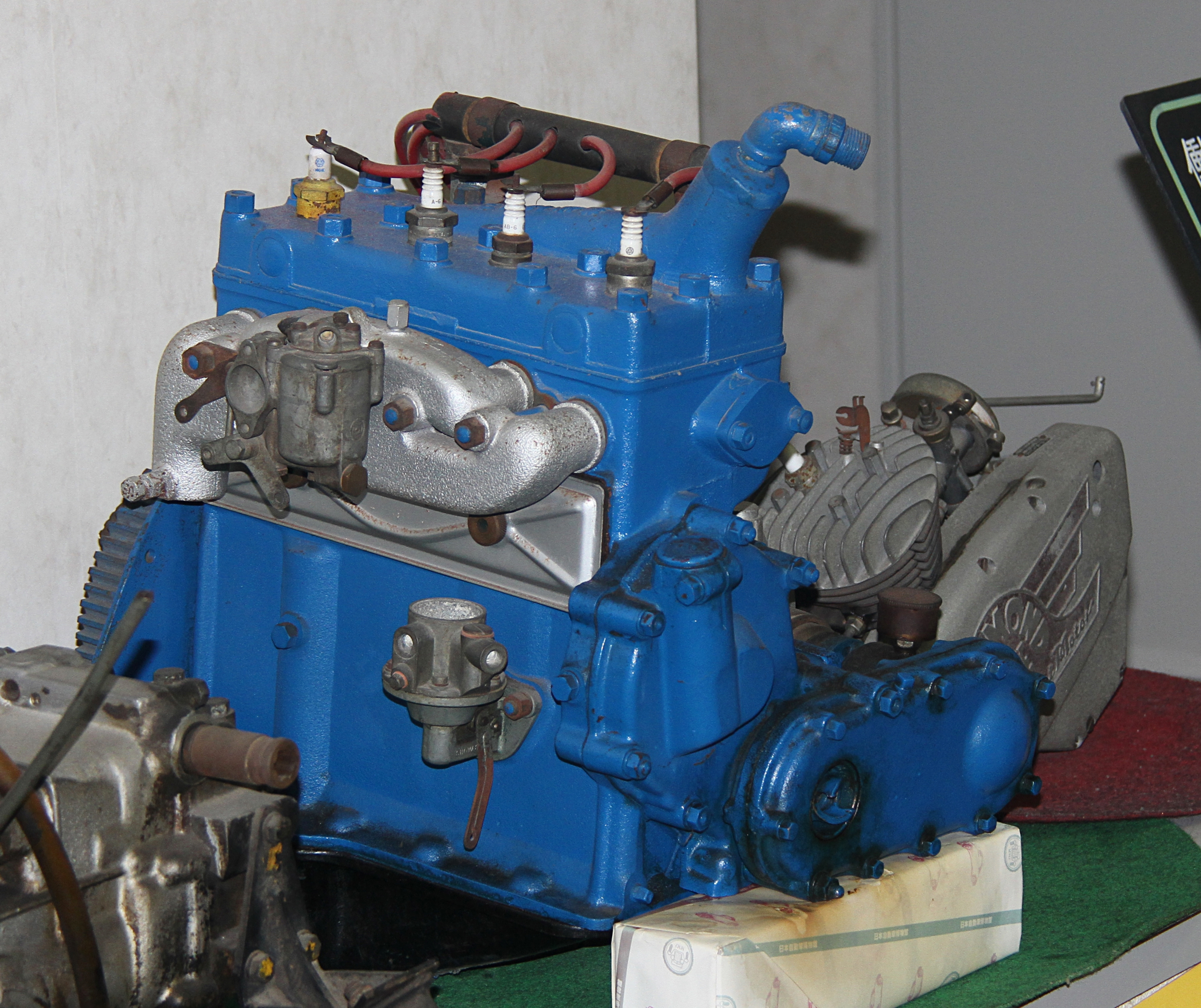
17型に搭載された直列4気筒の7型エンジン
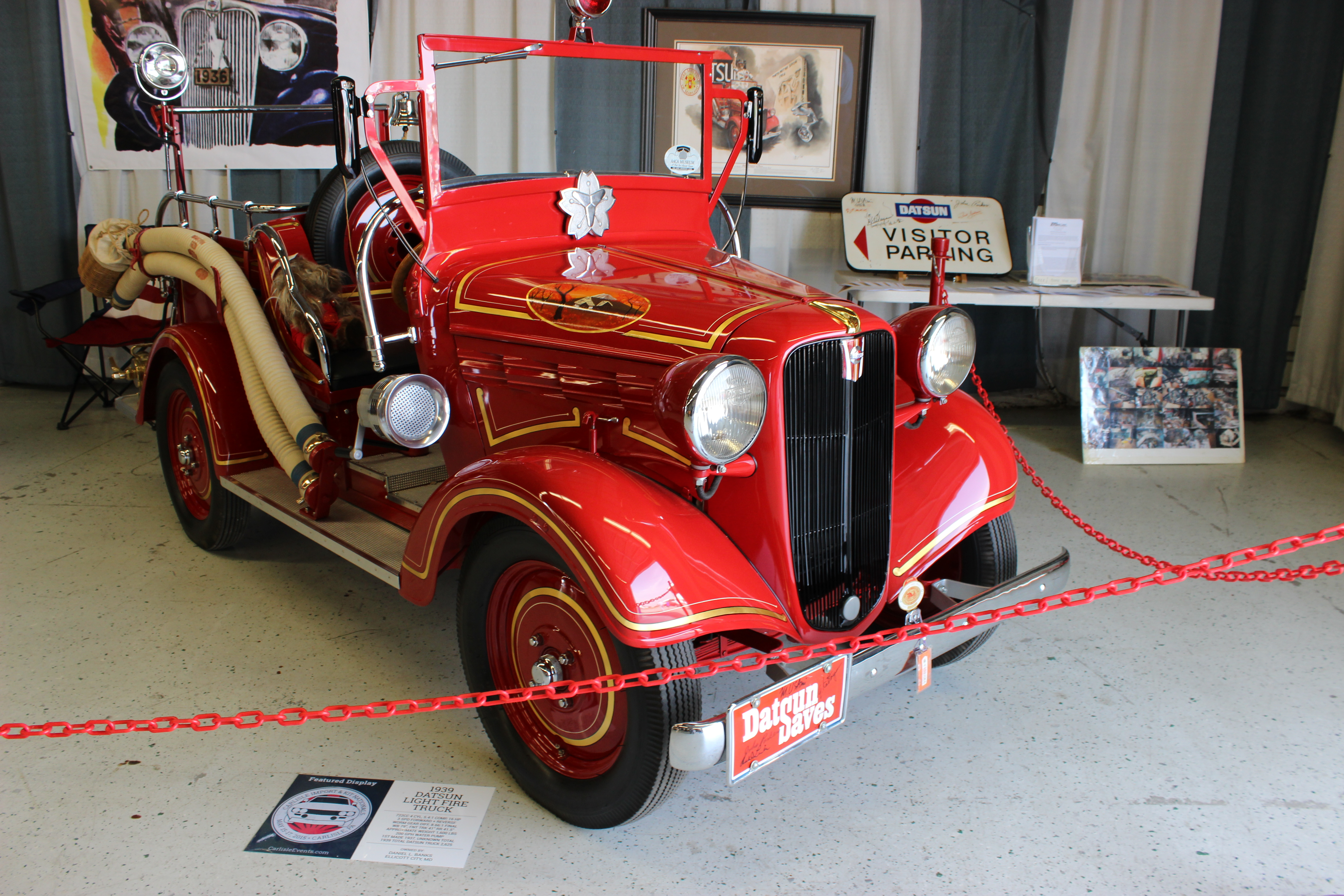
17T型 消防車仕様

## 2代目 1121/2124/2225/2125/3135/3145/4146/5147/6147型（1946年-1955年）
型式の命名規則について
この戦後初期のモデルでは、戦前の部品が枯渇し、新しい設計が置き換えられるにつれて、急速な変更と新しいモデル番号が続いた。頻繁にモデル番号が変わっているものの、命名は明確なシステムに従っており、特に「1」がついているものは戦前 (17T) の設計を表す。さらに詳しく見ていくと、以下のようになっている（nは自然数）。
1. シャシー（およびエンジン）。"CS-n"として管理。
2. ボンネットとグリル（エンジンコンパートメント）。"EC-1"はオリジナル型で、"EC-2"はグリルが簡素化されたもの。
3. 運転席（キャブ）。"CB-n"として管理されたが、"CB-1"はプレス型がなかったため、生産されていない。
4. 荷台（オープンリヤボディ）。"OB-n"として管理されたが、"OB-2"、"OB-3"は生産されていない。

したがって、1121型はほとんどが戦前の部品であり、キャブは戦後の設計ということである。 2225型は戦後に開発されたシャシーとフロントエンド設計を採用しており、後部車体は4回目の再設計となっている。
1946年11月2日、1121型発売。17T型とは技術的にほぼ同じであったが、単純なプレス金属 (クロムをほとんど含まない) で作られた非常にシンプルなボディを特徴とし、シャシーも含めて多くのボディ部品が木製で作られた。これには、戦後初期の資源が限られた中での生産が影響しており、初期のトラックも戦前の部品の在庫に依存していたことが理由である。再設計されたキャブは全長を延ばしている。エンジンは17T型と同じく、直列4気筒 722cc サイドバルブの7型エンジンを搭載した。
1947年7月14日、2124型発売。同年11月に改良型の2225型が発売される。この2225は荷台の長さと幅を縮小しながら、変形を防ぐべく板厚を厚くしている。しかし簡素化したグリルは不評であった。
1948年7月31日、2125型発売。番号自体は一見すると逆行的なステップを踏んでいるが、これはより華やかな戦前の17Tグリルへの回帰を示すものであるが、プレス製造のために旧型のグリル上部を浅くしてフェンダー後部を切り詰めるなど細かな変更が行われている。エンジンの気化器にミックスチャーコントロール装置を導入し、燃費の改善も図られた。
1949年1月、排気量を拡大した3135型発売。ミックスチャーコントロール装置は従来の手動式から自動式へ変更し、運転席は鉄板張りに改造された。タイヤの径も大きくしたものの、規格に合わせるために積載量は500 kgへと減少した。
1950年1月1日、フロントガラスが開閉可能な3145型発売。同年8月25日に4146型が発売。この4146型以降は最高出力15 kW (20 PS)を発生する直列4気筒 860cc サイドバルブの10型エンジンが導入された。出力の増加により、積載面積が若干広くなったものの、最高速度は67 km/hから70 km/hまでしか上昇しなかった。
1951年8月1日、5147型発売。。このモデルでは、17年間使用されていた2,005 mmのシャーシではなく、2,150 mmという長いホイールベースで設計された。さらに、油圧ブレーキが導入された。 
1953年1月1日、6147型発売。気化器をダウンドラフト型に変更。より高い圧縮率を可能にする高品質ガソリンのおかげで最高出力は18 kW (24 PS)、最高速度は72 km/hに向上した。6147型はやや全長が長く、より大型のエンジンを搭載していたが、戦前の15T型トラックと非常によく似た見た目となっている。全長は3,406 mmに延長された。この時期には後部座席を増やしたダブルキャブ版のDU-5が6147型と並行して導入された。
1954年、6147型の生産が終了した。

### 諸元比較
| 型式                 | 1121                          | 2124                          | 2225→2125                     | 3135→3145                     | 4146                      | 5147                      | 6147                          |
| -------------------- | ----------------------------- | ----------------------------- | ----------------------------- | ----------------------------- | ------------------------- | ------------------------- | ----------------------------- |
| 全長（mm）           | 3,023                         | 3,114                         | 3,147                         | 3,117                         | 3,295                     | 3,295                     | 3,406                         |
| 全幅（mm）           | 1,250                         | 1,458                         | 1,458                         | 1,398                         | 1,398                     | 1,398                     | 1,398                         |
| 全高（mm）           | 1,555                         | 1,550                         | 1,550                         | 1,580                         | 1,580                     | 1,580                     | 1,590                         |
| ホイールベース（mm） | 2,005                         | 2,005                         | 2,005                         | 2,005                         | 2,150                     | 2,150                     | 2,150                         |
| 前トレッド（mm）     | 1,038                         | 1,038                         | 1,038                         | 1,038                         | 1,038                     | 1,038                     | 1,038                         |
| 後トレッド（mm）     | 1,049                         | 1,180                         | 1,180                         | 1,180                         | 1,180                     | 1,180                     | 1,180                         |
| エンジン型式         | 7型                           | 7型                           | 7型                           | 7型                           | D10型                     | D10型                     | B型                           |
| タイプ               | 水冷直列4気筒サイドバルブ     | 水冷直列4気筒サイドバルブ     | 水冷直列4気筒サイドバルブ     | 水冷直列4気筒サイドバルブ     | 水冷直列4気筒サイドバルブ | 水冷直列4気筒サイドバルブ | 水冷直列4気筒サイドバルブ     |
| 排気量 (cc)          | 722                           | 722                           | 722                           | 722                           | 860                       | 860                       | 860                           |
| 最高出力             | 11 kW (15 PS) / 3,600 rpm     | 11 kW (15 PS) / 3,600 rpm     | 11 kW (15 PS) / 3,600 rpm     | 11 kW (15 PS) / 3,600 rpm     | 15 kW (20 PS)             | 15 kW (20 PS)             | 18 kW (24 PS) / 4,000 rpm     |
| 最大トルク           | 37 N⋅m (3.8 kg⋅m) / 1,600 rpm | 37 N⋅m (3.8 kg⋅m) / 1,600 rpm | 37 N⋅m (3.8 kg⋅m) / 1,600 rpm | 37 N⋅m (3.8 kg⋅m) / 1,600 rpm | 不明                      | 不明                      | 50 N⋅m (5.1 kg⋅m) / 2,400 rpm |
| 車両重量（kg）       | 620                           | 620                           | 620                           | 655                           | 655                       | 690                       | 755                           |
| 最大積載量（kg）     | 500                           | 600                           | 600                           | 500                           | 600                       | 600                       | 600                           |

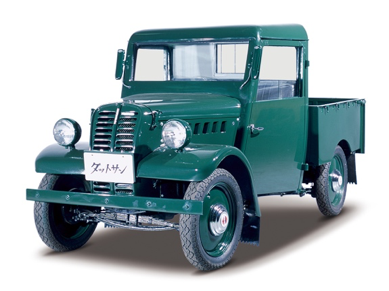
1947年式 2225型
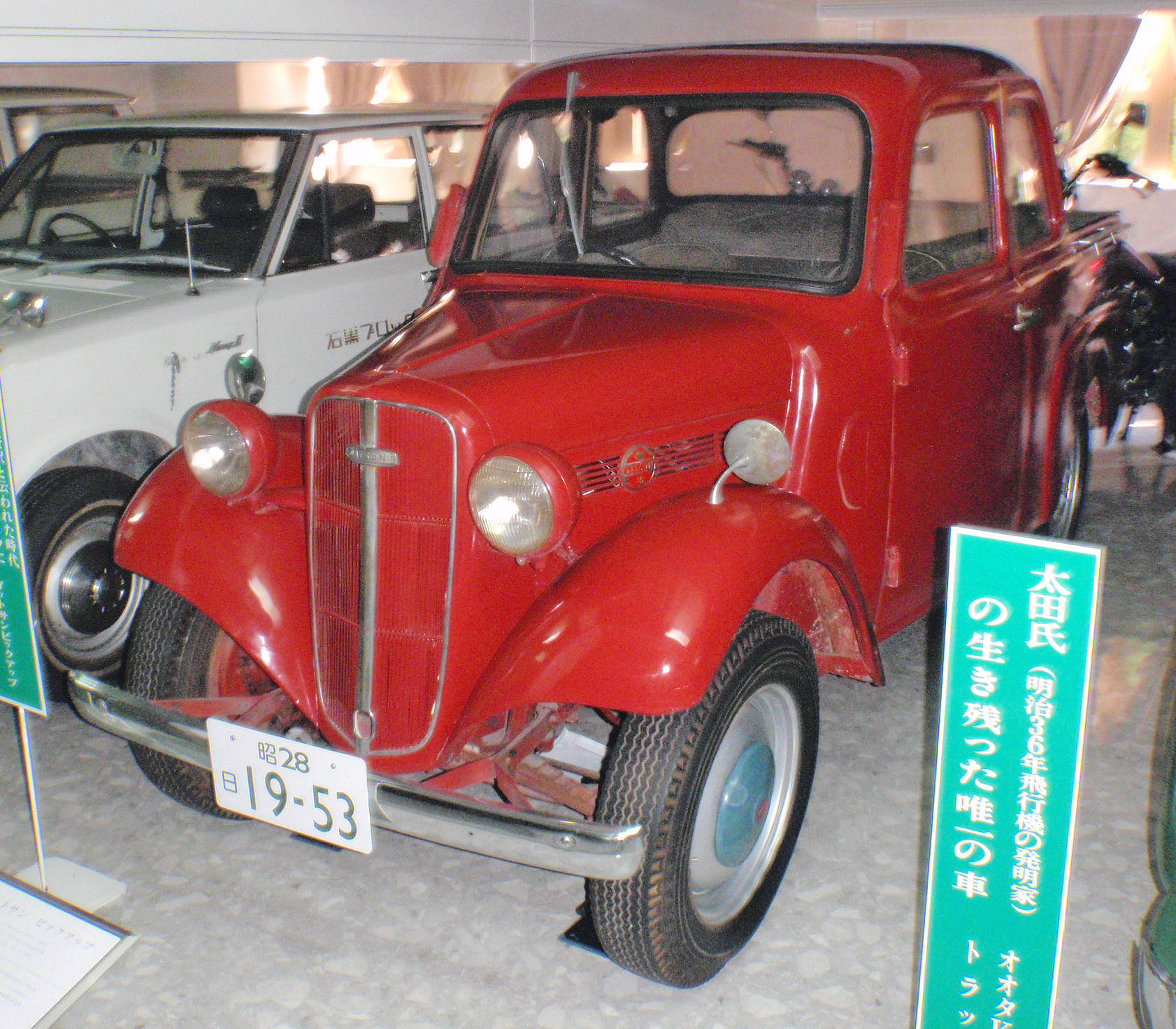
1953年式 6147型ダブルキャブ

## 3代目 120型（1955年-1957年）
1955年1月、120型発売。220型発表。エンジンとシャシは、同時に登場した110型と共通で、直列4気筒 OHV 860cc 10型エンジン（28ps）を搭載。配送用バン、パネルバン（120のみ）、ダブルキャブの3種のボディ形状が用意された。
1955年12月、122型発売。なお理由は不明だが、日産は121の指定を省略した。
1956年6月、123型発売。L123は、中東の輸入業者からの要望に応えて日産が製造した初の左ハンドル車であった。また、日産のエンジニアは振動と騒音を恐れてクラッチペダルの動きを伝達するためにロッドを使用したくなかったため、L123には次期210/220型乗用車およびトラック用に開発された、新しい油圧クラッチシステムも採用された。

## 4代目 220型（1957年-1961年）
1957年11月、220型発売。エンジンとシャシは、同時に登場した210型と共通で、直列4気筒 OHV 988cc C型エンジン（34ps）を搭載。各部を強化し、120型系に比べ最大積載量が増加している。
ボディーバリエーションは、トラックが標準ホイールベースで850kg積みの220型と、ロングホイールベースで1トン積みのG220型、それぞれに低床と高床フラット荷台が設定され、その他は、2ドアダブルシート（2列シート）5人乗り400kg積みのU220型ピックアップ、V220型2ドアライトバンの各型であった。サイド・バッジは「ダットサン1000」または「ダットサン1200」。ダッシュボードにも丸いバッジがあり、エンジンによって「ダットサン1000」または「ダットサン1200」と書かれていた。
1958年1月、乗用車の210型と共に220型をロサンゼルスオートショーに出品、6月から北米への輸出が開始される。
アメリカでは小型ボンネットトラック全般を「ピックアップトラック」と呼ぶため、ダブルシート型の「ピックアップ」（U220型）は輸出に際し「ランチセダン」（Ranch Sedan＝牧場、農場のセダン）と言う車名になった。
当時の日本車とアメリカ車の性能や品質には非常に大きな隔たりがあり、同時期に北米進出を果たしたトヨペット・クラウンRS型は、フリーウェイを走ればオーバーヒートを起こし、操縦安定性も危険なレベルとの烙印を押され、輸出を一時見合わせる事態に追い込まれていた。ダットサンは、フリーウェイを走行中にエンジンフードのロックが外れ、風圧で開いてドライバーの視界を遮る事故を起こすなど、トヨペットの「Toy」とならび「Tin toy」（ブリキのオモチャ）と揶揄されながらも、オースチン譲りの快活で信頼性の高いエンジンと、本来日本での悪路走行や過積載を考慮した頑強なフレームや脚まわりが功を奏し、次第にアメリカに受け入れられて行く。
同年のマイナーチェンジで、フロントフェンダー上にあった方向指示器が前照灯下に移動し、フロントグリルの意匠が変更され、装備の充実や信頼性向上などの改良が行われて221型となる。アメリカ市場では、規制によって日本と同様のフロントウィンカーのレイアウトが認められなかったため、グリルの横に配置された従来型のユニットに変更された。リアアクスルもアメリカ市場への参入により、高速道路での長時間走行にも対応できるように強化された。
1959年、マイナーチェンジで222型となる。222型にはロングベッド仕様が導入された。フレームをはじめ設計の多くを共有し、歩みを共にしてきたダットサン乗用車は、最終の212型まで4輪リーフリジッドのまま1959年に310型系ブルーバードにモデルチェンジされたが、商用車はこのタイミングでモデルチェンジを受けずに220型系が継続生産される。
1961年の223型からフロントサスペンションがトーションバー支持のダブルウィッシュボーンの独立懸架となった。同時にエンジンが1,189cc、最高出力55HPのE型に変更され、ロングホイールベースのライトバンVG223型も追加された。ステアリングはウォーム・アンド・ローラー式に、ブレーキはパワーアシスト式に変更された。これらの新システムは、未発売のセドリック大型セダン用に開発された部品を利用したものであった。

## 5代目 320型（1961年-1965年）
1961年（昭和36年）8月7日、320型系発売。120型系をほぼそのまま受け継いだ220型系の旧態化に伴い、ボディーが一新された。
車型は、シングルキャブの「トラック」（320）、乗用車風ダブルキャブの「ピックアップ」（U320）、2ドアの「ライトバン」（V320）の3種で、トラックにはロングホイールベース（G320）と高床の設定があるなど、これまでのラインアップを踏襲しているが、ライトバンではロングホイールベースが廃止された。また、北米向けには「キャブシャシ」（荷台の無い完成車）やワンピースボディの「スポーツピックアップ」（NL320）も設定された。価格は先代と据え置きである。
外観は310型系ブルーバードによく似ており、宣伝にも「ブルーバードムードのニュースタイル」とうたわれている。
快活でありながらトルクフルで扱いやすいエンジン特性と頑強なシャシと言う美点を受け継ぎ、さらに乗用車に近づいた居住空間と拡大された荷台（荷室）で市場の支持を得ることに成功し、1t積トラックのベストセラーとなった。

1963年（昭和38年）9月21日、マイナーチェンジ。フロントグリルを中心に意匠変更。エンジンにはフルフロータイプのオイルフィルター、マグネチックタイプのスターターモーター、ワックスペレットタイプのサーモスタットを採用し、性能向上をはかった。また、シートのデザインや灰皿の位置を変更するなど室内の居住性を向上させた。ちなみに、ブルーバードは同年9月に410型系にモデルチェンジしている。
1964年（昭和39年）、マイナーチェンジ。ターンランプ兼用のフロントマーカーの形状が丸から、外側下の角を丸めた矩形へ変更され、それに合わせてフロントグリルも変更された。また、リアランプに橙色が追加され、ターンランプが分離した。オートストップワイパーを採用し、スペアタイヤの格納装置とクラッチディスクの径を変更した。
| 項目＼モデル        | トラック | ライトバン  | ピックアップ |
| ------------------- | -------- | ----------- | ------------ |
| 型式                | 320      | V320        | U320         |
| 全長（mm）          | 4,125    | 4,145       | 4,275        |
| 全幅（mm）          | 1,515    | 1,497       | ←            |
| 全高（mm）          | 1,610    | 1,545       | ←            |
| 最低地上高（mm）    | 200      | 184         | 183          |
| 荷室長（mm）        | 1,850    | 1,555 940   | 880          |
| 荷室幅（mm）        | 1,427    | 1,180       | 1,245        |
| 荷室高（mm）        | 406      | 905         | 1,545        |
| 車両重量（kg）      | 955      | 1,020       | 1,000        |
| 最大積載量（名/kg） | 2/1,000  | 2/500 5/300 | 5/400        |
| 車両総重量（kg）    | 2,065    | 1,630 1,595 | 1,675        |

## 6代目 520型（1965年-1972年）
先代の320型系まではダットサン・セダンやブルーバードとパワートレインやシャシの多くを共有し、不可分の関係にあったが、ブルーバードがフルモノコックボディーや高速型エンジンを採用するなどの進化を遂げたことで、ついに袂を分かつこととなった。
1965年（昭和40年）5月、520型発表。前照灯は丸型2灯式。エンジンは水冷 直列 OHVの粘り強い1.3 Lの「J13型」、トランスミッションは4速で、1速目が低められている。前席3人乗りのため、シフトレバーはコラムシフトであり、1速のみシンクロなし。シフトパターンはドライバーから遠い（前）側の上から1 - 2速、近い（後）側の上から3 - 4速となっている。
キャブのスタイルやインテリアは410系ブルーバードに準じている。ラインナップは、3人乗りの「トラック」、2ドアセダン風ワンピースボディーで6人乗りの「ピックアップ」、2ドア6人乗りの「ライトバン」からなり、「トラック」は、ホイールベースが標準（後のショート）のみの設定であった。
1965年（昭和40年）10月、マイナーチェンジ。2灯式前照灯後期モデル。
トランスミッションがフルシンクロとなる。それに伴いシフトパターンがドライバー手前上から1 - 2速、奥3 - 4速となる。外装では、フロントグリルセンターにDマークのエンブレムが追加される。
1966年、マイナーチェンジ。前照灯が丸型4灯式に変更される。
このモデルからロングホイールベースのG520型が追加され、トラックはDX（デラックス）とスタンダードの2グレードとなる。DXモデルは、フロントグリルとバンパーがめっき仕上げとなり、フェンダーとドアにめっきモールが付き、ウインドウウォッシャーを装備する。
1967年（昭和42年）頃、マイナーチェンジ。4灯式前照灯後期モデル。フロントグリルが変更され、グリル中央とヘッドランプベゼルがより一体化された物になる。トラックはこれまで単独1灯式だった後退灯をリアランプと統合して2灯に変更。
1968年（昭和43年）、マイナーチェンジ。510型系ブルーバードの登場に合わせ、フロントフェンダー、エンジンフード、フロントグリルなどを510風に変更し、フラットデッキスタイルとなる。エンジンも1.5 Lの「J15型」が追加設定され、型式が521型となる。
1969年（昭和44年）、生産累計100万台達成。

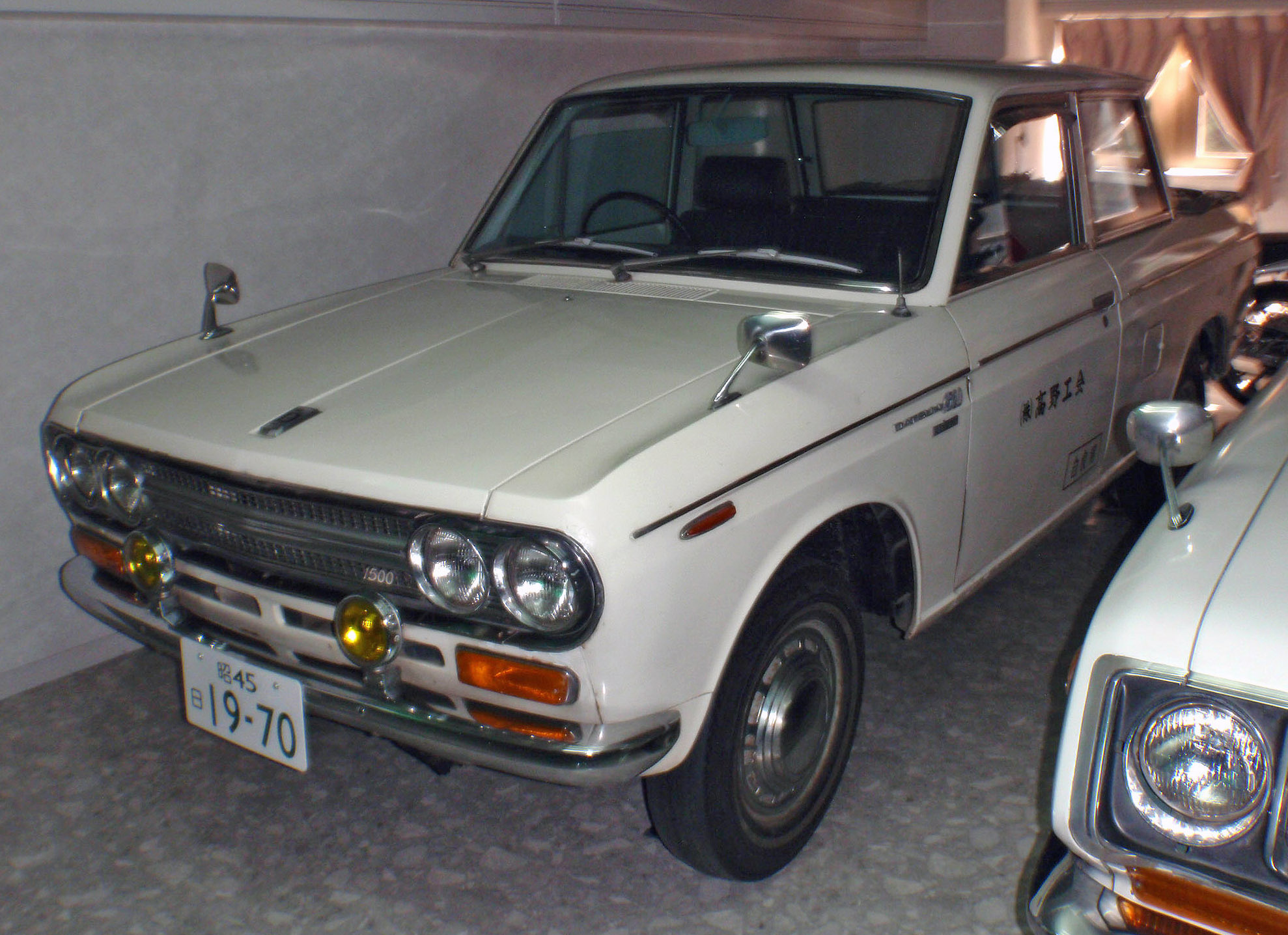
1970年式 ダットサントラック 1500ピックアップ
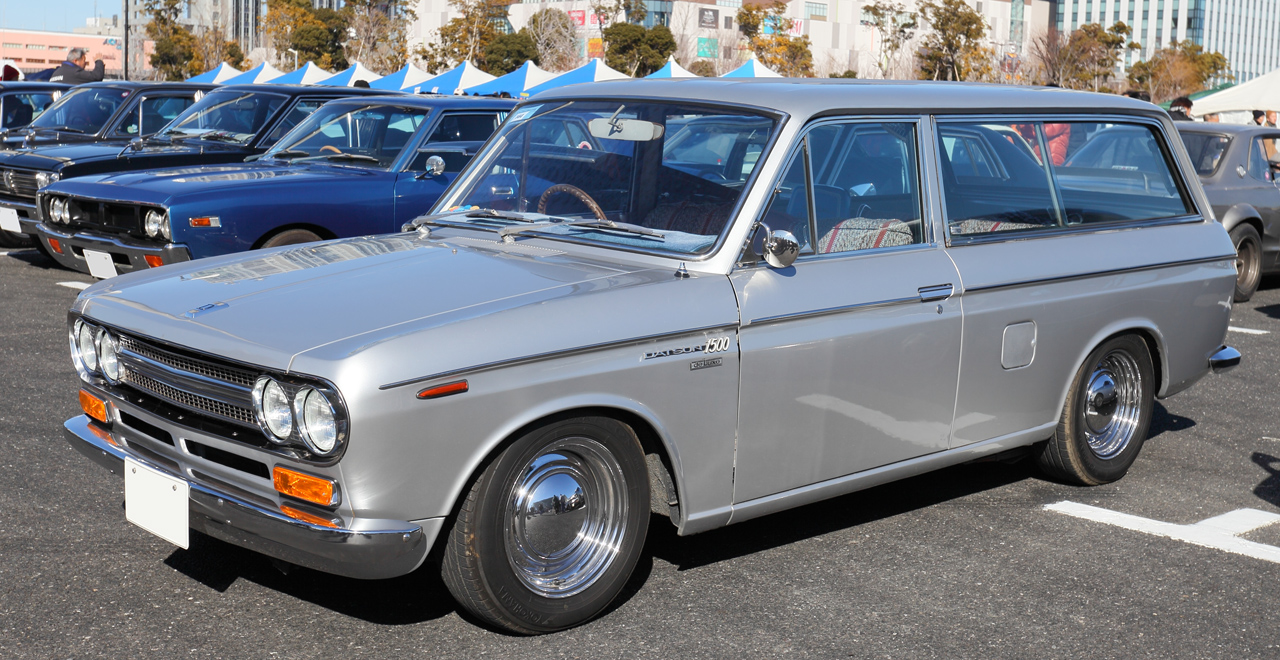
1972年式 ダットサン1500ライトバン（V521型）

## 7代目 620型（1972年-1979年）
1972年2月、620型発売。より北米市場を意識したコンセプトで開発され、ショルダー部の「ウイングライン」と名付けられたキャラクターラインを初め、同時期の日産他車にも通ずる抑揚の強いスタイリングとなる。キャッチコピーは「若い心がこだまする」。
ショートとロングの2種類のホイールベースのシングルキャブトラックと、6人乗りのWピックアップの車種構成となり、初めてライトバンがラインナップから落ちた。
使用目的の違いから、国内モデルでは先代の520型系と同じくJ13、J15型のオースチン系OHVエンジン=1,500cc. Max 56HP, 最大トルク回転数3,200rpm（この回転数のスピードは65km）スパークではトランジスター無し、燃費は最大13km/L 最大積載量1トン。（最後期にはディーゼルのSD22型も加わる）とマニュアルトランスミッションの組み合わせのみであったのに対し、北米向けはOHCのL16、L18、L20B型エンジンを搭載し、オプションでオートマチックトランスミッションが用意されるなど、差別化が計られている。
従来からの性能や信頼性に加え、充実した装備やスタイリングにより北米市場でもヒットし、リル・ハスラー（小さな働き者）と名づけられたダットサン620は、B210型サニー、610型ブルーバード、S30型Z - S130型Zと並び、北米におけるダットサンブランドの躍進を担った。
1976年12月23日、日産自動車九州工場（現：日産自動車九州）で生産を開始。同年にはキングキャブ（国内名、カスタム）と呼ばれる延長キャブとリクライニングシートや乗用車的装備を追加したモデルが設定され、その際外装にサイドモールを追加した。九州工場での生産第1号車は福岡県に贈呈され、かつては、北九州市八幡西区にある福岡県工業技術センター機械電子研究所に常設展示されていたが、2010年代に、日産自動車に返却した。
1977年9月にマイナーチェンジ。前輪ディスクブレーキ化等の足回り変更、620型が好評だったにもかかわらず外観の変更を伴う改良、またアルミパネルバンの追加等があった（北米向けは当初よりディスクブレーキ採用）。
1978年、乗用車を含むダットサン史上初のディーゼルエンジン（SD22型2.2L 65馬力）と高床フラットデッキ車が追加されたが、ディーゼルモデルの販売期間は大変短く、また輸出もされなかった。
その後北米では若者の間でピックアップトラックをスタイリッシュに仕上げる「トラッキン」と呼ばれるサブカルチャーが流行し、1980年代に日本へも紹介され、620型系のスタイルが見直された。北米での訴求がキングキャブ中心であったためその台数が多く、トラッキンにもそれが反映された。日本ではキングキャブの販売数は非常に少なく、また多くがトラッキンのベース車両となったため、改造による弊害や一過性の人気のために寿命が短く、現在では見かける事は少ない。

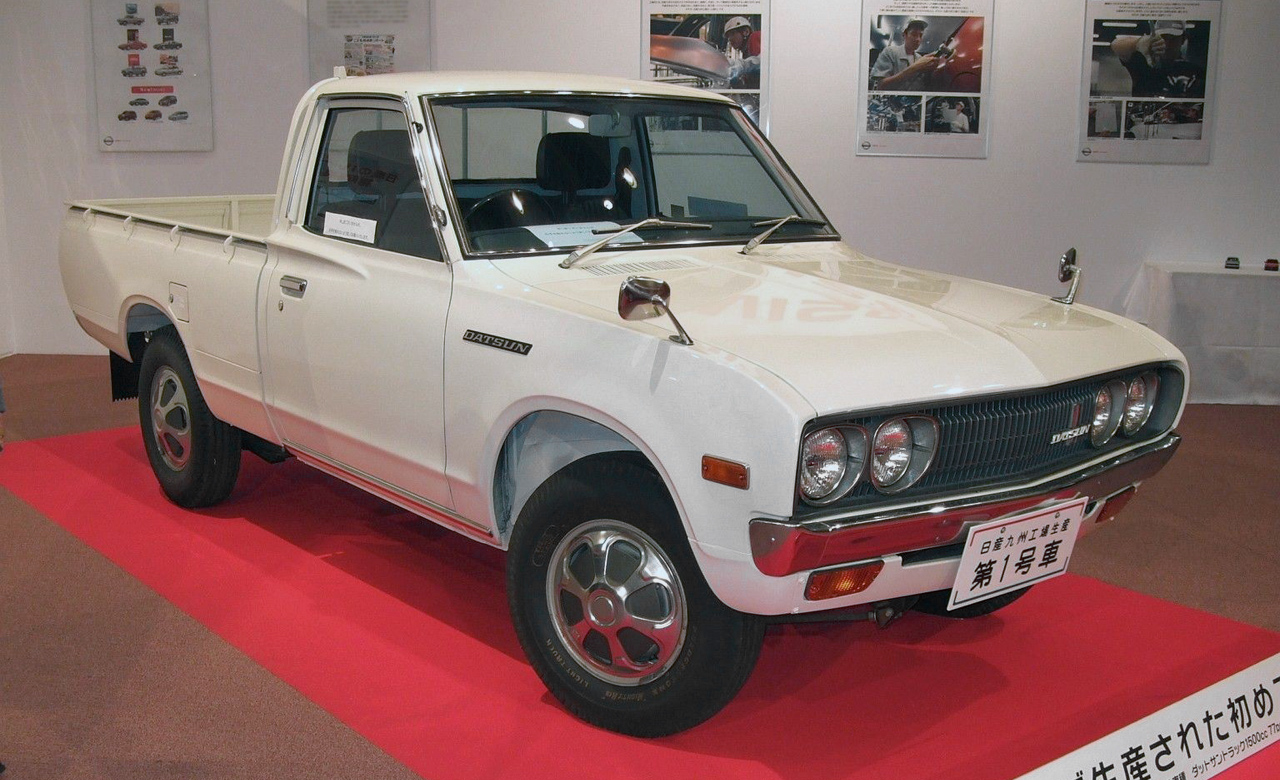
九州工場生産第1号車
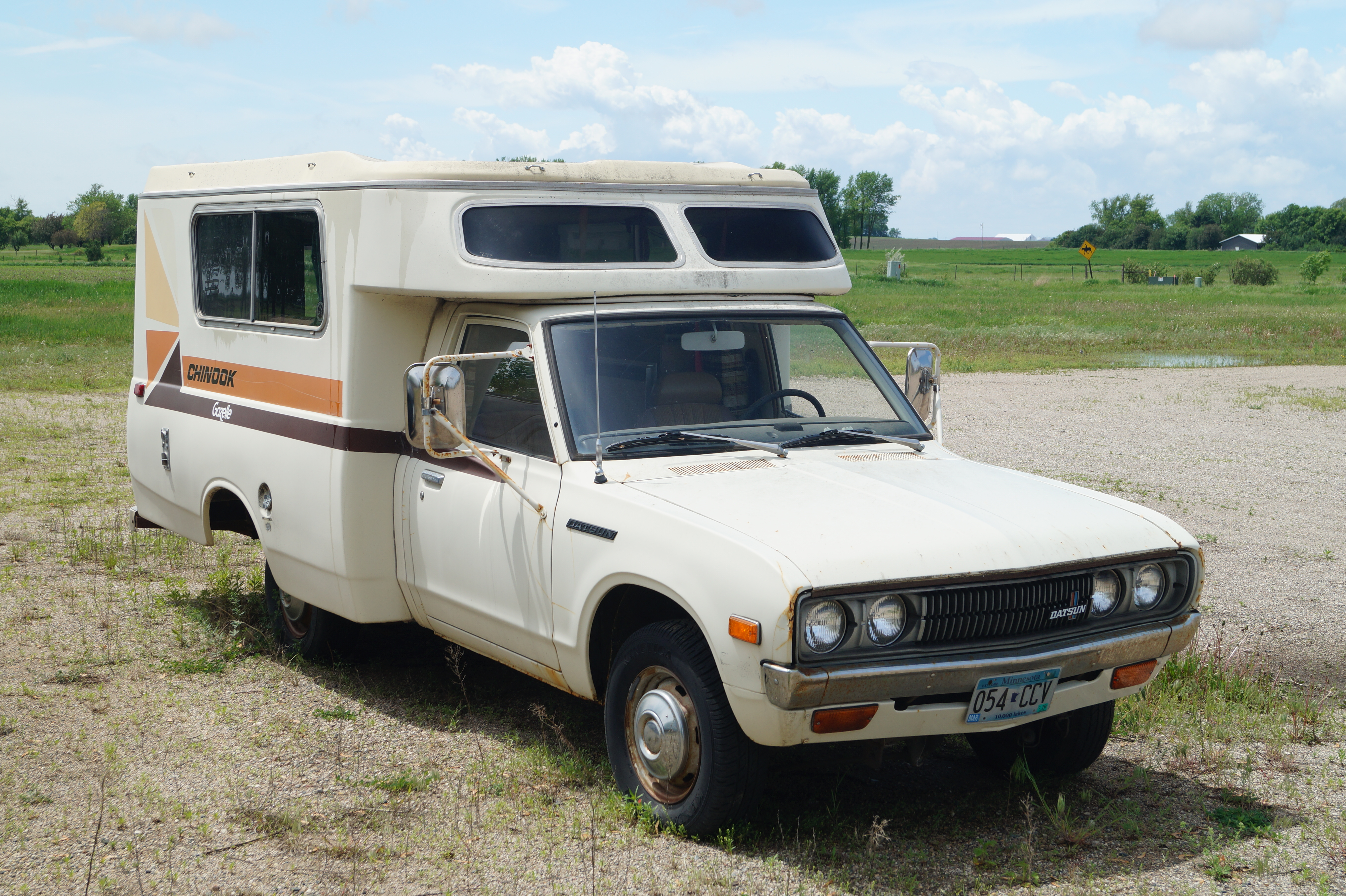
キャンピング仕様

## 8代目 720型（1979年-1985年）
1979年（昭和54年）10月、720型系発売。スタイリングは620とはうって変わって直線基調となり、キングキャブの後部が拡大され、ダットサントラックとしては初めてエマージェンシーシートが備わった。但し、日本仕様では手荷物置場としての棚が装着されていて、座席は用意されていなかった。また、室内トリムはブラウンとブルーの2色が用意され、明るくより乗用車的となった。
キャビンバリエーションはシングルキャブ、キングキャブに加え、ダットサントラックとしては初めての4ドアダブルキャブの3種類、荷台バリエーションは低床と高床フラット三方開デッキの2種類、ホイールベースは標準とロングの2種類が設定された。これにより、従来のワンピースボディーのピックアップがラインナップから外れた。
ガソリンエンジンは1,600 ccのJ16型のほか、乗用車用の1,800 cc、L18型の二種類。ディーゼルエンジンは2,200 ccのSD22型が設定された。
一時期、720型のシャシを利用したウォークスルーバンが設定されており、エンジンは直列4気筒OHVのSD23型ディーゼルエンジン（2,289 cc 73 ps/4,300 rpm、14.8 kgm/2,000 rpm）を搭載し、最大積載量は850 kgであった。
タイ日産では、プロフェッショナルで生産・販売されていた。
1980年（昭和55年）6月、ダットサントラックとしては初めての4WDモデルを追加。エンジンはL18型ガソリンエンジンで、2人乗りシングルキャブと5人乗りダブルキャブが用意された。
1982年（昭和57年）1月、4WDモデルにSD22型ディーゼルエンジンを追加。同時にガソリンエンジンはZ18型のシングルプラグ仕様に変更となった。標準ボディにも4WDが設定され、3バリエーションとなる。一部グレードにADが追加される。
1983年（昭和58年）4月、マイナーチェンジ。ヘッドランプを丸形から角形に、リアコンビランプを横形から縦形に(低床のみ)、メーターを角形から丸形にそれぞれ変更。ディーゼルエンジンは排出ガス規制対応のため、100 ccアップのSD23型となる。
キングキャブにも4WDモデルが追加になる。
同年6月、北米日産会社にて生産開始。
1984年（昭和59年）9月、米国日産自動車製造テネシー工場にて生産累計10万台を達成。
同年、国内生産累計500万台達成。日本製商用車として初の快挙であった。

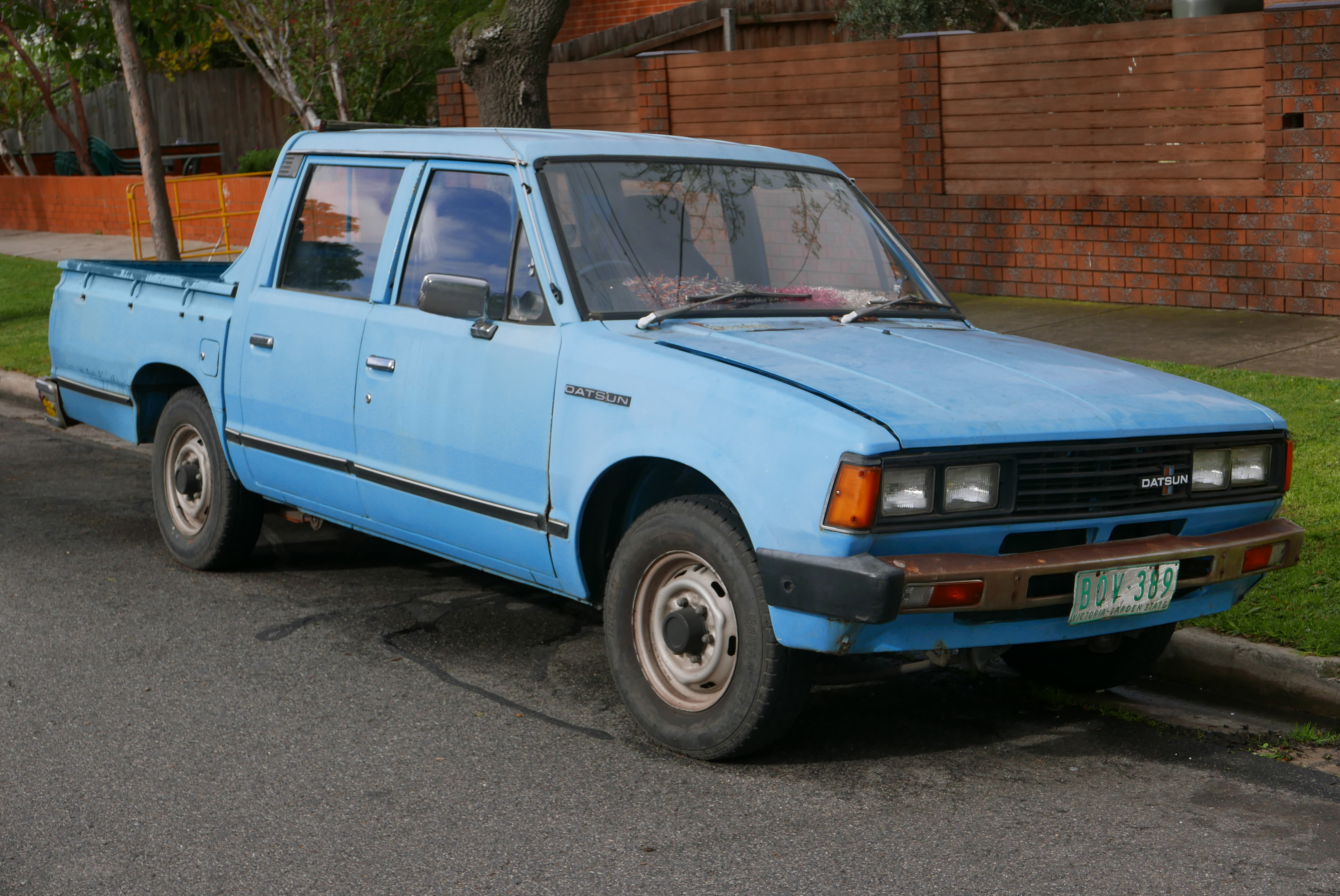
4ドアダブルキャブ
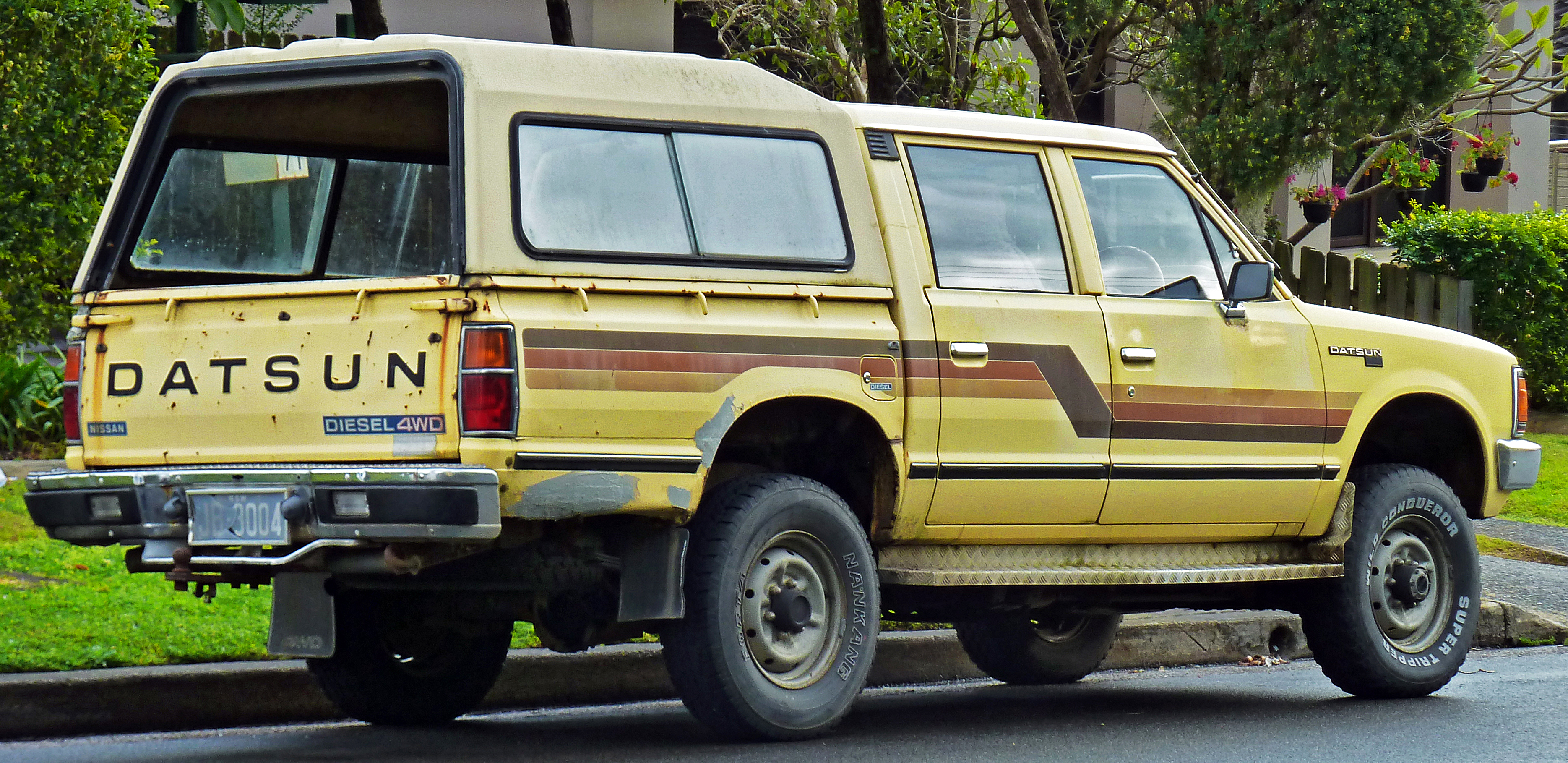
シェル装着時

## 9代目 D21型（1985年-1997年）
1985年8月、D21型発売。このモデルから「ニッサン」ブランドとなる。キャビンバリエーションはシングルキャブ、ダブルキャブ、および海外向けのキングキャブの3種でアジア地域用キングキャブはリアウインドウ形状が異なっていた。パートタイム4WDもラインナップされた。搭載するエンジンは直列4気筒OHC 1,595cc Z16型、1,770cc Z18型、1,952cc Z20型、OHVディーゼル 2,289cc SD23型。また国内の外装は北米仕様（テラノ顔）と異なり中近東仕様に準じたものとなりかなり印象の違うモデルとなった。欧州では「ピックアップ」及び「ナバラ」の名称で販売された。豪州仕様でも「ナバラ」の名称を使用開始。北米仕様では初めてVG30が搭載され名称も「ハードボディ」となった。タイ王国のサイアム日産モータース社では「BIG-M」として生産・販売された。
1986年8月、D21型を基本仕様とする、日産初のSUV、「テラノ/パスファインダー（WD21型）」登場。
1987年8月、ガソリンエンジンZ18型が廃止、ディーゼルエンジンSD23をTD23に換装した。
1988年11月、TD27型ディーゼルエンジン搭載の4WD AXが追加される。A/T車にシフトロック追加。オーテックジャパン製限定車「アダックス」が発売。二輪競技車両を搭載できるように荷台を2重にしてスロープを格納、ロールバーにステンレス製水タンクを設置して洗車できるようにしている。
1989年9月、ガソリンエンジンZ20、Z16をNA20、NA16に換装。
1989年頃、日産子会社の日産トレーデイングが国内販売されていなかったテラノと同じ顔を持った北米生産のキングキャブ4×4SE-V6を300台輸入し全国の一部日産ディーラーで販売された。
1992年9月、ディーゼルエンジンTD23が廃止され、ディーゼルは2,700ccのみとなり、ターボ搭載のTD27T型が追加される。また外装がアジア中近東仕様から北米仕様に準じたブリスターフェンダーに変わりフロントフェイスも大きく変わった。これにより今までの荷台の長さでは4ナンバーを超えてしまうのでダブルキャブの荷台は約50mm短くなっている。上級グレードには北米仕様車にオプション装着されていた樹脂製の大型ロールバーと似たものがついた。またオーテックジャパン製「アダックスII」も発売。
1995年8月、ガソリンエンジンNA16型が廃止され、バリエーションはNA20、TD27T、TD27の3機種となった。マイナーチェンジによってオーバーフェンダーとアルミホイルガードバー等のオフロードパッケージが装備された。ワイルドアダックスとDRパッケージが発売された。DRとはアメリカで50台限定生産されたデザートランナーの頭文字をつけた名前である。
1995年、日産の合弁会社である鄭州日産汽車有限公司にてD21型ライセンス生産開始。
2008年3月15日、15年間続いていたメキシコでの生産を終了。

## 10代目 D22型（1997年-2021年）

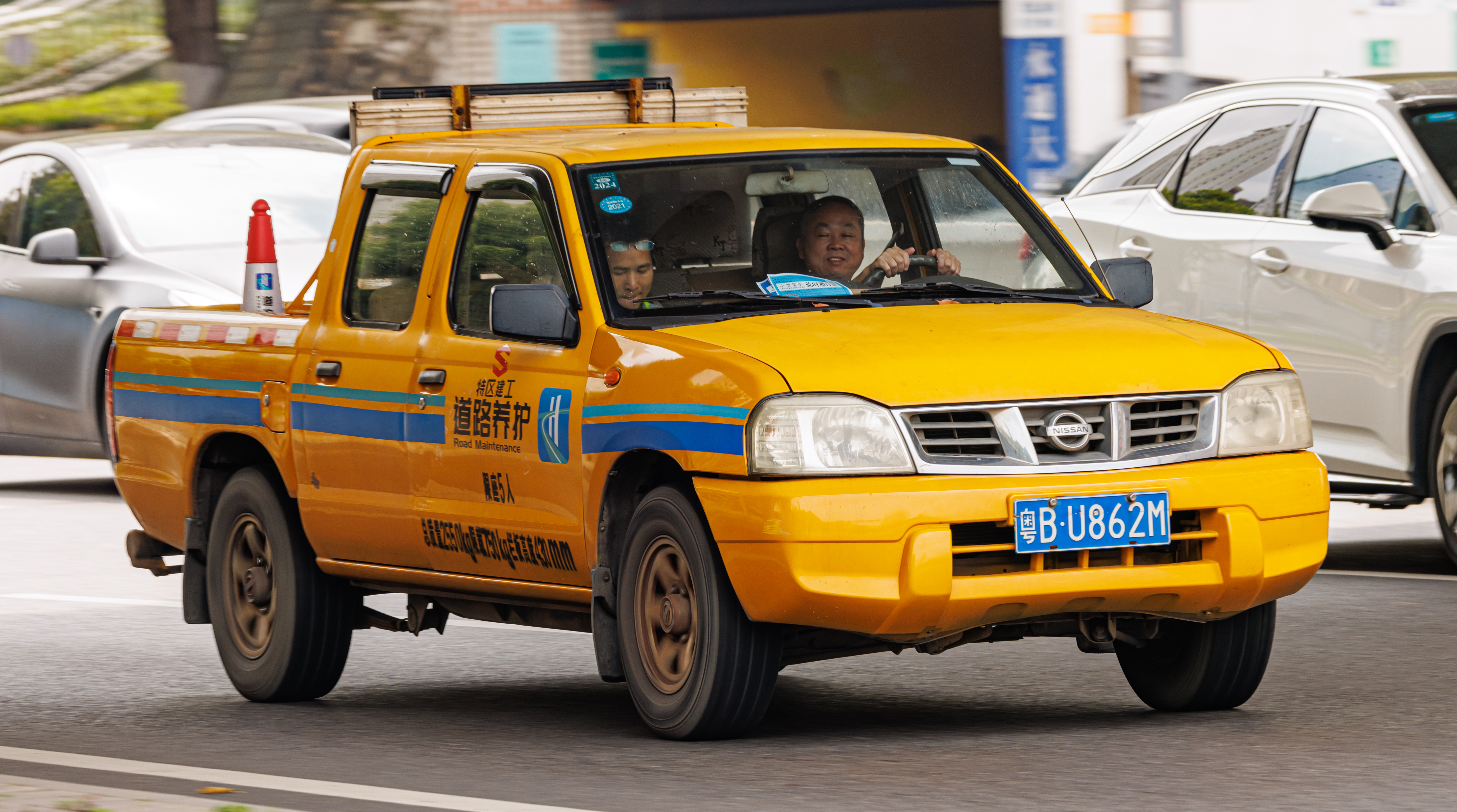
鄭州日産・D22型ピックアップ 2007年改良型

1997年1月に発売された。車名も単に「ダットサン」となる。ビジネスユースは「ダットサントラック」、レジャーユースは「ダットサンピックアップ」を名乗る。エンジンはガソリンエンジンKA24E、NA20S、ディーゼルエンジンがQD32、TD27の4機種。基本シャーシはD21型のキャリーオーバー。ボディサイズは大型化したため4WDはすべて1ナンバーとなる。前期型内装はD21型と同じ。
2002年8月、日本国内向け生産終了。日本国内向けとしては10代67年の歴史に幕を下ろした。これは、国内向けの商用車としては最も歴史の長い商標だった。